# Raul Galván
Raul Galván (* 11. Jänner 2004 in Wien) ist ein österreichischer Fußballspieler uruguayischer Abstammung.

## Karriere

### Verein
Galván begann seine Karriere beim SK Rapid Wien, bei dem er ab der Saison 2018/19 auch sämtliche Altersstufen der Akademie durchlief. Im April 2022 erhielt er einen Jungprofivertrag bei den Wienern und rückte im Anschluss zur Saison 2022/23 in den Kader der zweiten Mannschaft Rapids. Sein Debüt in der 2. Liga gab er im August 2022, als er am sechsten Spieltag der Saison 2022/23 gegen den FC Blau-Weiß Linz in der 88. Minute für Pascal Fallmann eingewechselt wurde. Dies sollte sein einziger Einsatz für Rapid II bleiben, mit dem Team stieg er 2023 aus der 2. Liga ab.
Daraufhin wechselte Galván zur Saison 2023/24 zum Regionalligisten Kremser SC.

### Nationalmannschaft
Galván spielte im September 2019 erstmals für eine österreichische Jugendnationalauswahl. Im Oktober 2020 absolvierte er gegen Slowenien sein einziges Spiel im U-17-Team. Im September 2021 spielte er zweimal für die U-18-Mannschaft.
Im Juli 2022 nahm er an einem Lehrgang des uruguayischen Fußballverbands für Auslandsuruguayer teil.